# Красилівська міська територіальна громада
Красилівська міська територіальна громада — об'єднана територіальна громада в Україні, у Хмельницькому районі Хмельницької області. Адміністративний центр — місто Красилів.
Площа громади — 438,65 км², населення — 30 342 особи (2019).
Утворена 10 серпня 2017 року шляхом об'єднання Красилівської міської ради та Волицької, Дружненської, Заставківської, Кульчинівської, Кульчинківської, Чепелівської сільських рад Красилівського району.
16 листопада 2018 року внаслідок добровільного приєднання до громади приєдналася Чернелівська сільська рада.
16 грудня 2019 року внаслідок добровільного приєднання до громади приєдналася Лагодинецька сільська рада.
12 червня 2020 року до громади приєднані Веселівська, Воскодавинська, Западинська, Манівецька, Митинецька, Печеська та Яворовецька сільські ради.

## Населені пункти
У складі громади 31 населений пунктів — 1 місто і 30 сіл:
| Населений пункт       | Старостинський округ | Населення (2019) |
| --------------------- | -------------------- | ---------------- |
| Красилів              | центр ОТГ            | 18868            |
| Кульчини              | Кульчинівський       | 858              |
| Чепелівка             | Чепелівський         | 809              |
| Западинці             | Западинський         | 760              |
| Дружне                | Дружненський         | 722              |
| Лагодинці             | Лагодинецький        | 709              |
| Волиця                | Волицький            | 588              |
| Чернелівка            | Чернелівський        | 573              |
| Кульчинки             | Кульчинківський      | 559              |
| Слобідка-Красилівська | Яворовецький         | 518              |
| Яворівці              | Яворовецький         | 501              |
| Манівці               | Манівецький          | 495              |
| Заставки              | Заставківський       | 477              |
| Митинці               | Митинецький          | 472              |
| Печеське              | Печеський            | 450              |
| Хотьківці             | Митинецький          | 272              |
| Дубище                | Волицький            | 265              |
| Вереміївка            | Митинецький          | 262              |
| Воскодавинці          | Чепелівський         | 258              |
| Мончинці              | Чернелівський        | 251              |
| Грицики               | Печеський            | 243              |
| Сорокодуби            | Чернелівський        | 226              |
| Пашутинці             | Веселівський         | 221              |
| Моньки                | Чернелівський        | 203              |
| Веселівка             | Веселівський         | 183              |
| Баглайки              | Западинський         | 173              |
| Пилипи                | Чернелівський        | 129              |
| Берегелі              | Веселівський         | 95               |
| Заруддя               | Митинецький          | 95               |
| Новодубище            | Волицький            | 69               |
| Дубина                | Чернелівський        | 38               |